# Benjamin van Wanrooy
Benjamin van Wanrooy (Breda, 4 september 1990) is een Nederlands voetballer die als aanvaller voor NAC Breda, VV Baronie, VV UNA, KFC Zwarte Leeuw, SteDoCo en Beek Vooruit speelde.

## Carrière
Benjamin van Wanrooy speelde in de jeugd van SAB en NAC Breda. Bij NAC debuteerde hij in de Eredivisie op 7 februari 2009, in de met 3-1 verloren uitwedstrijd tegen sc Heerenveen. Hij kwam in de 86e minuut in het veld voor Donny Gorter. Na deze wedstrijd kwam hij niet meer in actie voor NAC, en vertrok naar VV Baronie. Van 2013 tot 2017 speelde hij met VV UNA in de Topklasse en Tweede divisie, waarna hij één jaar bij het Belgische KFC Zwarte Leeuw speelde. Vanaf de zomer van 2018 zal hij voor SteDoCo gaan spelen.

## Statistieken
| Seizoen                   | Club           | Land           | Competitie       | Competitie | Competitie | Beker | Beker | Overig | Overig | Totaal | Totaal |
| Seizoen                   | Club           | Land           | Competitie       | Wed.       | Dlp.       | Wed.  | Dlp.  | Wed.   | Dlp.   | Wed.   | Dlp    |
| ------------------------- | -------------- | -------------- | ---------------- | ---------- | ---------- | ----- | ----- | ------ | ------ | ------ | ------ |
| 2008/09                   | NAC Breda      | Nederland      | Eredivisie       | 1          | 0          | 0     | 0     | 0      | 0      | 1      | 0      |
| 2009/10                   | NAC Breda      | Nederland      | Eredivisie       | 0          | 0          | 0     | 0     | 0      | 0      | 0      | 0      |
| 2010/11                   | VV Baronie     | Nederland      | Topklasse zondag | 23         | 2          | 1     | 0     | –      | –      | 24     | 2      |
| 2013/14                   | VV UNA         | Nederland      | Topklasse zondag | 27         | 6          | –     | –     | –      | –      | 27     | 6      |
| 2014/15                   | VV UNA         | Nederland      | Topklasse zondag | 30         | 5          | 1     | 0     | –      | –      | 31     | 5      |
| 2015/16                   | VV UNA         | Nederland      | Topklasse zondag | 22         | 4          | 1     | 0     | –      | –      | 23     | 4      |
| 2016/17                   | VV UNA         | Nederland      | Tweede divisie   | 31         | 3          | 3     | 0     | 2      | 0      | 36     | 3      |
| Carrièretotaal            | Carrièretotaal | Carrièretotaal | Carrièretotaal   | 134        | 20         | 6     | 0     | 2      | 0      | 142    | 20     |
| Bijgewerkt op 3 juni 2018 |                |                |                  |            |            |       |       |        |        |        |        |